# Akun
Akun (en aleutià Akungan) és una illa que forma part de les illes Fox, un subgrup de les illes Aleutianes, al sud-oest d'Alaska, als Estats Units.
Es troba a l'est de l'illa Akutan i al sud-oest de l'Unimak, de la qual la separa el canal d'Unimak. Es troba separada de les illes Krenitzin, al sud i sud-est, per l'estret Avatanak. La seva superfície és de 167 km², amb gairebé 23 quilòmetres de llargada màxima, per 18 d'amplada. El seu punt culminant és el mont Gilbert, un volcà que s'eleva fins als 818 msnm. L'illa no disposa de població permanent, tret de treballadors ocasionals que controlen una petita població de vaques asilvestrades.